# Rolls-Royce Motors
Rolls-Royce Motors — підрозділ компанії Vickers, яка виробляла престижні автомобілі під маркою «Rolls-Royce».
4 лютого 1971 року Rolls-Royce Limited, компанія-виробник автомобілів і авіадвигунів, що існувала з 1904 року, була офіційно оголошена банкрутом. Однак її, як національне надбання, врятував британський уряд, вклавши в справу близько 250 млн дол., при цьому автомобільний підрозділ було відокремлено від компанії і перетворився в Rolls-Royce Motors.
У 1998 році власники концерну вирішили позбутися активів Rolls-Royce Motors, і фірма була продана німецькому автовиробникові BMW (див. Rolls-Royce Motor Cars).